# 国家開発統一党
国家開発統一党（こっかかいはつとういつとう、United Party for National Development）は、ザンビアの自由主義政党。国家開発統一党は、自由主義インターナショナルにオブザーバー加盟している。
2001年12月27日に執行された総選挙では、議会選では得票率23.3パーセントで49議席を獲得し、同時に行われた大統領選挙では党公認候補のアンダーソン・マゾカが27.2％を獲得し2位となった。
マゾカは2006年5月に死去したため、同年9月28日に行われた大統領選挙では、ハカインデ・ヒチレマが統一民主同盟の公認候補として立候補したが、得票率25.32％で3位に終わった。
2021年8月12日に行われた大統領選挙でヒチレマが現職のエドガー・ルングを破り、初当選を果たした。